# Предание

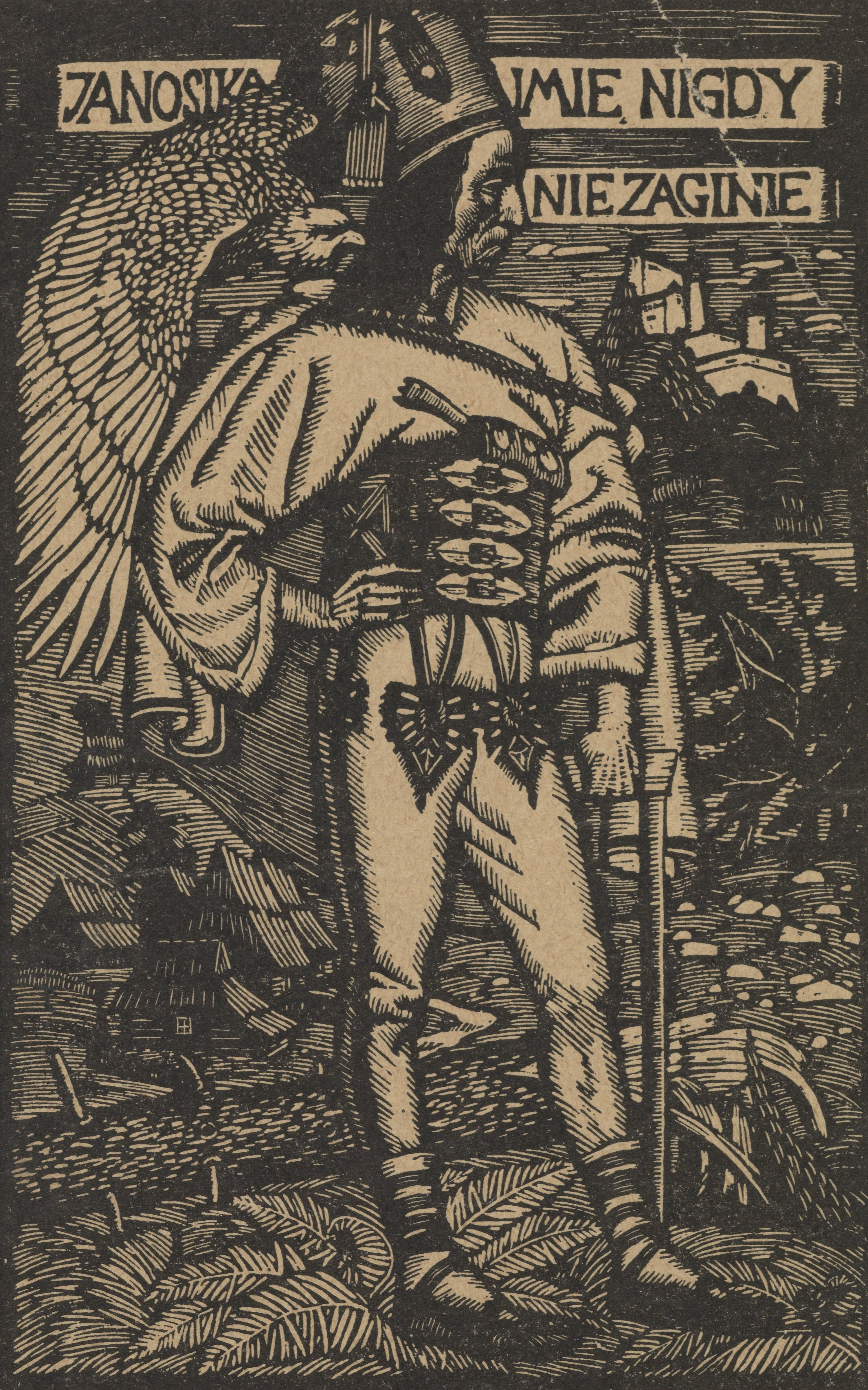
Яношик, персонаж словацких разбойничьих преданий

Предание — жанр фольклорного несказочного и несакрального нарратива, разрабатывающий историческую тематику в её народной трактовке. Характеризуется установкой на достоверность и факультативным (в отличие от легенды) наличием элемента чудесного. Сюжеты преданий существуют в историческом времени и повествуют об исторических или квазиисторических персонажах. В отличие от легенды, этот жанр никак не связан с циклическим временем.
Понятие предания имеет точный смысл для традиций типа европейской только в противопоставлении жанру легенды. Легенда может рассказывать о персонажах священной истории, канонизированных святых или мифологических персонажах, тогда как предание повествует в основном об исторических лицах. Чудесное может присутствовать в предании, в этом случае исторические лица наделяются фантастическими свойствами. В традициях, в которых нет противопоставления мирской и священной истории, и шире традиции, где не происходила смена религиозно-мифологической системы, выделение отдельных жанров предания и легенды невозможно, в них присутствует единый жанр «исторического» повествования.

## Термин
Термин «предание» в широком смысле близок к термину «традиция» (передача учения, знаний из поколения в поколение, обычно в устной форме). В европейских языках слова, восходящие к лат. traditio, включают и научное, и бытовое, и религиозное значения. В русском языке «предание» (в единственном числе) имеет отношение в первую очередь к религиозной сфере, в других значениях используется термин «традиция».

## Особенности
В отличие от легенд, которые ориентированы на объяснение происхождения природных и культурных явлений и их моральную оценку, сюжеты преданий связаны с историей, историческими личностями, локальной топонимикой. От других жанров фольклорной несказочной прозы — легенд и быличек — отличаются рядом признаков: содержание преданий — исторические события и деяния исторических персонажей, действующие лица — исторические или квазиисторические личности (цари, правители, разбойники), мифо-эпические персонажи (великаны, мифологизированные аборигены края, первопоселенцы, воинственные противники). Для преданий характерно повествование от третьего лица (действие отнесено к прошлому, рассказчик не является очевидцем событий). Коллективная память фиксирует исторические факты не только в рамках местных топонимических легенд, но связывает сведения о конкретных событиях с представлениями о миротворении, вводит то и другое в единый историко-мифологический нарратив, охватывающий события от библейской древности до современности. В рассказах об исторических лицах и событиях действуют те же механизмы мифологизации, что и в фольклорных легендах, так или иначе связанных с каноническими и апокрифическими текстами.
Установка на достоверность, истинность отражена в жанровых самоопределениях предания, например, русских «быль», «бывальщина» и др.  В отличие от легенд, действие преданий относится только к историческому времени, не касаясь ни мифического, ни настоящего времени. Временная дистанция, отделяющая действие сюжета от времени носителей, отличает предания как от утопических легенд, описывающих настоящее или эсхатологическое будущее, а также и от сказов, меморатов, слухов и др., события которых близки по времени к носителям. Если такие нарративы не исчезают «за давностью», временная дистанция делает их в преданиями.
Историческое имя составляет конструктивный фактор преданий, прежде всего исторических, которые образуют «ядро» данного жанра (собственно предания). Кроме того, существует ряд пограничных с преданиями нарративов. Фантастический элемент, который может присутствовать в исторических преданиях, не переводит нарратив в жанр легенды. Напротив, отсутствие этого элемента является решающим жанровым признаком для других видов преданий. Исследователи выделяли такие виды преданий, как мифологические, натуралистические (о происхождении растений и животных), географические (о происхождении местностей, элементов рельефа, топонимов, полезных ископаемых) и др., однако большинство современных исследователей относит эти нарративы к жанру легенд. В частности, «мифологические предания» отчасти относятся жанру быличек, меморатов). Этиологические тексты и тексты, описывающие исчезнувшее население конкретной местности принадлежат к мифам и легендам. Часть этих нарративов лежат между преданиями и другими жанрами, поскольку в них отсутствует фантастический элемент. К таким текстам относятся рассказы о происхождении топонимов, населённых пунктов, памятников (например, «каменных баб»), кладов. Фольклорист В. Я. Пропп выделял особый жанр этиологических рассказов, объединяющий фантастические и нефантастические повествования и противопоставленный и легендам, и преданиям.
Выделяется категория семейных преданий, передающихся в рамках конкретного рода или семьи, если это краткая традиция. Часто они также пограничны с легендами и в то же время, благодаря использованию исторических имён, сближаются с историческими преданиями. К последним близки предания, в которых действует «коллективный» герой (о разбойниках, захватчиках и др.), которые, тем не менее, часто привязаны к одному историческому или квазиисторическому герою (цикл, связанный с Яношиком в словацких разбойничьих преданиях). 
Предание как жанр, связанный с «историческим» временем, архаизирует и мифологизирует не господствующую религиозную систему, как это делает легенда, а представления о мирской истории. В культурах, где предание противопоставлено письменным историческим жанрам, роль предания заключается в преобразовании цепи событий в набор мифопоэтически осмысленных сюжетов, наделении исторических персонажей фольклорно-мифологической значимостью. Истинность предания для носителя выше достоверности письменной, в том числе официальной, истории. Произведения раннеисторических письменных жанров могут использовать отсылки к преданию, которые в рассматриваются как доказательство и гарантия достоверности, что типологически сближается с подобными ссылкам на устную традицию в письменных эпосах, например, в «Слове о полку Игореве» («по былинам сего времени»), «Песни о Хильдебранде», «Махабхарате», «Рамаяне». Предания широко использовались в раннеисторических письменных текстах — летописях и хрониках, а также в античных биографиях, близких к историческим жанрам. Плутарх, излагая мифологические сюжеты, делает их подобием преданий.
Предания имеют свои мотивы, но преимущественно они воспроизводят мифологические схемы, которые адаптируют к историческим или квазиисторическим событиям. Как правило, это схема или эпизоды биографии культурного или сказочного героя (чудесное рождение, чудесные свойства или владение чудесным предметом), которые атрибутируются историческому лицу. Мифологический герой «модернизируется» и «социализируется». Так появляется часто присутствующий в преданиях мотив заступника, защитника угнетённых.

## Достоверность
Несмотря на установку на достоверность с точки зрения носителей, в действительности содержание предания составляет воспроизводимая мифологическая схема. Наиболее заметна эта особенность в тех поздних исторических нарративах, которые не трансформируют историю вовсе, а только отбирают из неё факты, соответствующие мифологизирующей схеме канонической биографии. Так, каноническая биография Наполеона I препарирована «массовым» сознанием в такой степени, что дала повод пародировать её как характерный солярный миф. Если легенда при сакрализации сближается с жанром жития, то предание при стремлении в мирскую сторону преобразуется в исторический анекдот.

## Священное предание

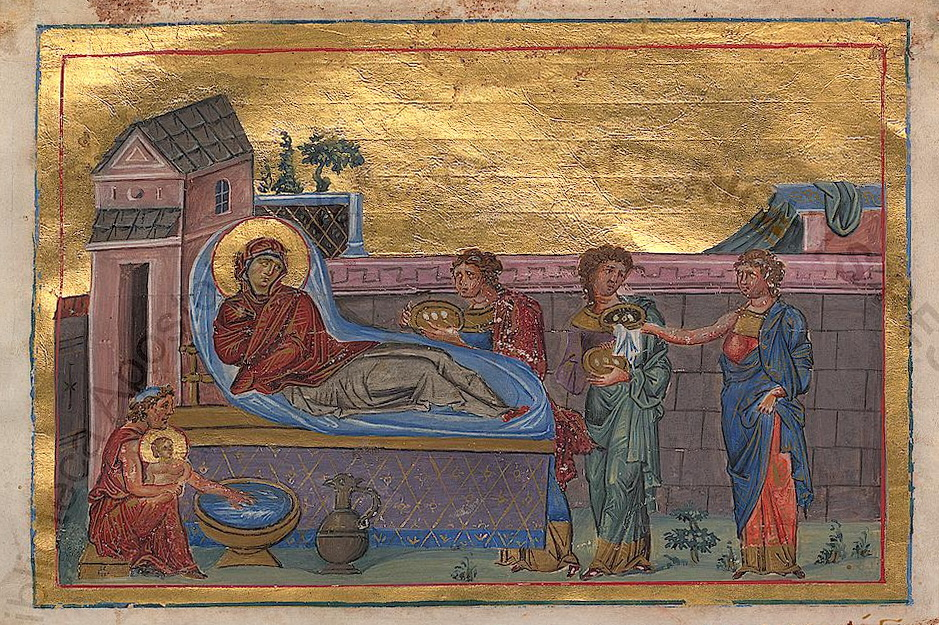
Рождество Пресвятой Богородицы, сюжет, который не упоминается в Священном писании и сообщается в апокрифе «Протоевангелие Иакова»

Религии, тесно связанные с письменными текстами (иудаизм, христианство, ислам), включают священное предание, которое представляет собой способ передачи религиозного учения в устной форме через проповедь, обряд и др., существующий параллельно со Священным писанием. Как Священное писание, так и Священное предание рассматриваются как отражающие Божественное откровение. Священное предание может рассматриваться как первичное по времени, но в ряде случаев вторичное по значению.
В христианской теологии существует тезис о полноте откровения в Священном писании. На этом основана протестантская доктрина о «достаточности Писания». В православной традиции, в целом в полной мере признающей Священное писание, известны случаи признания приоритета Священное предания (например, А. С. Хомяковым). Священное предание может считаться сокровенным знанием церкви, которое не сообщается непосвящённым, но в случае необходимости, например, для низвержения ереси, может быть открыто в проповедях, постановлениях церковного собора и др. Священное предание может восприниматься как знание, не бытующее словесно, позволяющее отличить истинное от ложного и постигать откровение. В данном смысле Предание отличается от преданий (во множественном числе) как передаче конкретных частей учения.